# Dieter Puschel
Dieter Puschel, né le 23 avril 1939 à Berlin et mort le 31 mai 1992, est un coureur cycliste allemand. Professionnel de 1961 à 1979, il a été champion d'Allemagne sur route en 1962 et a participé à sept Tours de France.

## Palmarès

### Palmarès amateur
- 1959
  - 2e du championnat d'Allemagne du contre-la-montre par équipes amateurs
- 1960
  - Champion d'Allemagne du contre-la-montre par équipes amateurs
  - Berliner Etappenfahrt
  - 2e du Grand Prix François-Faber

### Palmarès professionnel
- 1961
  - Großer Preis Fichtel & Sachs
  - 2e du championnat d'Allemagne de cyclo-cross
  - 2e du championnat d'Allemagne sur route
  - 2e du championnat d'Allemagne de la montagne
  - 3e du Tour de l'Oise
- 1962
  -  Champion d'Allemagne sur route
  - 2e du championnat d'Allemagne de la montagne
- 1963
  - 7e étape du Critérium du Dauphiné libéré
  - 2e d'À travers la Belgique
  - 2e du Großer Preis Bad Schwalbach
- 1966
  - 2e étape du Tour d'Andalousie
  - 2e du Tour d'Andalousie
- 1967
  - 2e du championnat d'Allemagne de l'américaine
- 1968
  - Harelbeke-Poperinge-Harelbeke
- 1969
  - 2e du Tour des Quatre Cantons
  - 7e du Tour de Suisse
- 1971
  - 2e du championnat d'Allemagne sur route
  - 3e du Circuit de Belgique centrale
- 1972
  - 3e du championnat d'Allemagne de cyclo-cross
- 1975
  - 3e du championnat d'Allemagne sur route

## Résultats sur les grands tours

### Tour de France
7 participations 
- 1961 : 54e
- 1962 : 28e
- 1963 : 15e
- 1965 : abandon (9e étape)
- 1967 : abandon (17e étape)
- 1968 : 36e
- 1972 : 42e

### Tour d'Italie
2 participations 
- 1969 : abandon (12e étape)
- 1970 : 46e

### Tour d'Espagne
4 participations 
- 1962 : 17e
- 1963 : 21e
- 1965 : abandon
- 1966 : 25e